# ウィリアム・サンソム
ウィリアム・ノーマン・トレヴァー・サンソム（William Norman Trevor Sansom、1912年1月18日 - 1976年4月20日）は、イギリスの小説家。

## 略歴
ロンドンに生まれたサンソムは、銀行、広告業など職業を転々とするが、第二次世界大戦開戦後、ドイツ空軍の大規模空襲（ザ・ブリッツ）による火事に対応する消防士としてフルタイムで働くようになった。この際の経験は後の創作、特に第1短編集 Fireman Flower に強く生かされている。戦後にサンソムは専業作家となるが、特にその短編小説が高く評価された。また旅行作家としても知られ、短編集 South ではイタリアや南仏、 The Passionate North では北欧の自然とそこに住む人々を描き、さらに長編旅行記を物している。

## 作品

### 長編
- The Body (1949) 『肉體』福田陸太郎訳、新鋭海外文学叢書、新潮社、1955年
- The Face of Innocence (1951)
- A Bed of Roses (1954)
- The Loving Eye (1956)
- The Cautious Heart (1958)
- The Last Hours of Sandra Lee (1961)
- The Guilt in Wandering (1963)
- Goodbye (1966)
- Hans Feet in love (1971)
- A Young Wife's Tale (1974)

### 短編集
- Fireman Flower (1944)
- Three (1945)
- The Equilibriad (1948)
- South (1948)
- Something Terrible, Something Lovely (1948)
- The Passionate North (1950)
- A Touch of the Sun (1952)
- Lord Love Us (1954)
- A Contest of Ladies (1956)
- Among the Dahlias (1957)
- The Stories of William Sansom (1963)
- The Ulcerated Milkman (1966)
- The Marmalade Bird (1973)
- Various Temptations (2002)

### ノンフィクション
- Westminster at War (1947)
- A Book of Christmas (1968)
- The Birth of a Story (1972)
- Proust and His World (1973)

### 旅行記
- Pleasures Strange and Simple (1953)
- The Icicle and the Sun (1958)
- Blue Skies, Brown Studies (1961)
- Away to It All (1964)
- Grand Tour Today (1968)

### 児童文学
- It Was Really Charlie's Castle　(1953)
- The Light that Went Out (1953)
- Skimpy (1974)

## 日本語訳情報

### 短編集
- 『検札官』福田陸太郎・浜本武雄訳、英宝社、1961年（※日本独自編集）
  - 「検札官」 "The Inspector"（福田訳）
  - 「長い布」 "The Long Sheet"（福田訳）
  - 「桃の温室・鉢植え小屋」 "The Peach-House Potting-Shed"（福田訳）
  - 「フルーツ入りアイスクリーム」 "Tutti Frutti"（福田訳）
  - 「ガスタイン挿話」 "Episode at Gastein"（浜本訳）
  - 「禁断の燈台」 "The Forbidden Lighthouse"（浜本訳）

### 短編小説
- 「垂直な梯子」 "The Vertical Ladder"：前川祐一訳、『イギリス短篇名作集』、學生社、1961年
- 「冷たい土」 "On Stony Ground"：木島始訳、『世界短篇文学全集02 イギリス文学20世紀』、集英社、1962年
- 「めったにいない女」 "A Woman Seldom Found"：常盤新平訳、『瓶づめの女房』、異色作家短篇集18、早川書房、1965年
- 「さまざまな誘惑」 "Various Temptations"：村社伸訳、「ミステリマガジン」1968年7月号、早川書房
  - 別訳「魔の誕生日」：小島恭子訳、『魔の誕生日』、朝日ソノラマ文庫海外シリーズ、朝日新聞社、1986年
- 「目撃者」 "Witnesses"：黒浜黒人訳、「ミステリマガジン」1970年7月号、早川書房
- 「謀殺」 "Murder"：海野厚志訳、『現代イギリス幻想小説』、白水社、1971年
  - 別訳「人形じみた男」：田中融二訳、「ミステリマガジン」1959年5月号、早川書房）
- 「舞踏室」"The Ballroom"：「奇想天外」1974年3月号、盛光社
- 「届かない花束」 "Difficulties with a Bouquet"：小野寺健訳、『20世紀イギリス短篇選 下』、岩波文庫、岩波書店、1987年
- 「壁」"The Wall"：佐々木徹訳、『棄ててきた女』、新版・異色作家短篇集19、早川書房、2007年
- 「美しい色」 "A Real Need"：金井美子訳、『終わらない悪夢』、ダーク・ファンタジー・コレクション08、論創社、2008年